# Estación San Juancito
San Juancito es una estación de ferrocarril ubicada en la localidad homónima del departamento El Carmen, provincia de Jujuy, Argentina.

## Servicios
No presta servicios de pasajeros. Sus vías e instalaciones pertenecen al Ferrocarril General Belgrano, por las cual corren esporádicamente trenes de cargas de la empresa estatal Trenes Argentinos Cargas.